# 1586 год
1586 (ты́сяча пятьсо́т во́семьдесят шесто́й) год  по григорианскому календарю — невисокосный год, начинающийся в среду. Это 1586 год нашей эры, 6‑й год 9‑го десятилетия XVI века 2‑го тысячелетия, 7‑й год 1580‑х годов. Он закончился 439 лет назад.
| Пн | Вт | Ср | Чт | Пт | Сб | Вс |
|    |    | 1  | 2  | 3  | 4  | 5  |
| 6  | 7  | 8  | 9  | 10 | 11 | 12 |
| 13 | 14 | 15 | 16 | 17 | 18 | 19 |
| 20 | 21 | 22 | 23 | 24 | 25 | 26 |
| 27 | 28 | 29 | 30 | 31 |    |    |

| Пн | Вт | Ср | Чт | Пт | Сб | Вс |
|    |    |    |    |    | 1  | 2  |
| 3  | 4  | 5  | 6  | 7  | 8  | 9  |
| 10 | 11 | 12 | 13 | 14 | 15 | 16 |
| 17 | 18 | 19 | 20 | 21 | 22 | 23 |
| 24 | 25 | 26 | 27 | 28 |    |    |

| Пн | Вт | Ср | Чт | Пт | Сб | Вс |
|    |    |    |    |    | 1  | 2  |
| 3  | 4  | 5  | 6  | 7  | 8  | 9  |
| 10 | 11 | 12 | 13 | 14 | 15 | 16 |
| 17 | 18 | 19 | 20 | 21 | 22 | 23 |
| 24 | 25 | 26 | 27 | 28 | 29 | 30 |
| 31 |    |    |    |    |    |    |

| Пн | Вт | Ср | Чт | Пт | Сб | Вс |
|    | 1  | 2  | 3  | 4  | 5  | 6  |
| 7  | 8  | 9  | 10 | 11 | 12 | 13 |
| 14 | 15 | 16 | 17 | 18 | 19 | 20 |
| 21 | 22 | 23 | 24 | 25 | 26 | 27 |
| 28 | 29 | 30 |    |    |    |    |

| Пн | Вт | Ср | Чт | Пт | Сб | Вс |
|    |    |    | 1  | 2  | 3  | 4  |
| 5  | 6  | 7  | 8  | 9  | 10 | 11 |
| 12 | 13 | 14 | 15 | 16 | 17 | 18 |
| 19 | 20 | 21 | 22 | 23 | 24 | 25 |
| 26 | 27 | 28 | 29 | 30 | 31 |    |

| Пн | Вт | Ср | Чт | Пт | Сб | Вс |
|    |    |    |    |    |    | 1  |
| 2  | 3  | 4  | 5  | 6  | 7  | 8  |
| 9  | 10 | 11 | 12 | 13 | 14 | 15 |
| 16 | 17 | 18 | 19 | 20 | 21 | 22 |
| 23 | 24 | 25 | 26 | 27 | 28 | 29 |
| 30 |    |    |    |    |    |    |

| Пн | Вт | Ср | Чт | Пт | Сб | Вс |
|    | 1  | 2  | 3  | 4  | 5  | 6  |
| 7  | 8  | 9  | 10 | 11 | 12 | 13 |
| 14 | 15 | 16 | 17 | 18 | 19 | 20 |
| 21 | 22 | 23 | 24 | 25 | 26 | 27 |
| 28 | 29 | 30 | 31 |    |    |    |

| Пн | Вт | Ср | Чт | Пт | Сб | Вс |
|    |    |    |    | 1  | 2  | 3  |
| 4  | 5  | 6  | 7  | 8  | 9  | 10 |
| 11 | 12 | 13 | 14 | 15 | 16 | 17 |
| 18 | 19 | 20 | 21 | 22 | 23 | 24 |
| 25 | 26 | 27 | 28 | 29 | 30 | 31 |

| Пн | Вт | Ср | Чт | Пт | Сб | Вс |
| 1  | 2  | 3  | 4  | 5  | 6  | 7  |
| 8  | 9  | 10 | 11 | 12 | 13 | 14 |
| 15 | 16 | 17 | 18 | 19 | 20 | 21 |
| 22 | 23 | 24 | 25 | 26 | 27 | 28 |
| 29 | 30 |    |    |    |    |    |

| Пн | Вт | Ср | Чт | Пт | Сб | Вс |
|    |    | 1  | 2  | 3  | 4  | 5  |
| 6  | 7  | 8  | 9  | 10 | 11 | 12 |
| 13 | 14 | 15 | 16 | 17 | 18 | 19 |
| 20 | 21 | 22 | 23 | 24 | 25 | 26 |
| 27 | 28 | 29 | 30 | 31 |    |    |

| Пн | Вт | Ср | Чт | Пт | Сб | Вс |
|    |    |    |    |    | 1  | 2  |
| 3  | 4  | 5  | 6  | 7  | 8  | 9  |
| 10 | 11 | 12 | 13 | 14 | 15 | 16 |
| 17 | 18 | 19 | 20 | 21 | 22 | 23 |
| 24 | 25 | 26 | 27 | 28 | 29 | 30 |

| Пн | Вт | Ср | Чт | Пт | Сб | Вс |
| 1  | 2  | 3  | 4  | 5  | 6  | 7  |
| 8  | 9  | 10 | 11 | 12 | 13 | 14 |
| 15 | 16 | 17 | 18 | 19 | 20 | 21 |
| 22 | 23 | 24 | 25 | 26 | 27 | 28 |
| 29 | 30 | 31 |    |    |    |    |

## События
- 1493—1593 — Столетняя хорватско-османская война. Серия вооружённых конфликтов между Королевством Хорватия и Османской империей[1].
- 1507—1622 — Португало-персидская война. Ряд вооружённых конфликтов между колониалистской Португалией и вассальным Ормузом, с одной стороны, и Сефевидской империей, поддерживаемой англичанами, с другой[2].
- 1511—1641 — Малайско-португальская война. Вооружённый конфликт XVI-XVII веков, в котором Малаккский султанат при поддержке империи Мин, Голландской Ост-Индской компании (с 1607) и Джохора безуспешно сопротивлялся Португальской империи, стремившейся захватить Малакку и установить контроль над торговлей между Индией и Китаем[3].
- 1566—1609 — первый этап Нидерландской буржуазной революции (Восьмидесятилетняя война). Религиозно-идеологическая, политическая и социально-экономическая борьба Семнадцати провинций за независимость от испанского владычества[4].
  - 17 января — битва при Боксюме[5].
  - 22 сентября — битва при Зютфене[6].
- 1578—1590 — Турецко-персидская война[7].
- 1580—1589 — Португало-турецкая война[8].
- 1583—1588 — Кёльнская война[9].
- 1584—1589 — Календарные беспорядки. Столкновения в Риге между городским патрициатом и бюргерской оппозицией[10].

- 1585—1604 — Англо-испанская война[11].
- 1585—1598 — Восьмая гугенотская война[12].
- 1585—1586 — на окраине запустевшего города Каракорум, на его южной окраине, основан первый в Монголии буддийский монастырь — Эрдэни-Дзу.
- Бухарский поход Тауекель-хана[13]:
  - Битва при Ташкенте. Поход казахского хана Тауекеля на Бухарское ханство[13].

- Присоединение к империи Моголов Кашмира, Кабула, Газни, Пешавара.

### Англия
- Заговор Бабингтона в Англии. Заговорщики были связаны с папой, Филиппом, Гизами, Марией. Сентябрь — Заговорщики в Англии схвачены и казнены. Мария Стюарт предана специальному суду.
- Елизавета I заключила союз с Иаковом. Иаков обещался не поддерживать Испанию, шотландских и ирландских католиков. Елизавета сделала его своим наследником.
- Английские власти вмешались в борьбу ирландских вождей в Манстере (Юго-западная Ирландия), спровоцировали восстание против англичан, жестоко подавили его и конфисковали большую часть земель. Земли были розданы английским колонистам.
- Лестер объявил Францию и Германию союзниками Испании и запретил с ними торговлю. Войну с Испанией Лестер вёл неудачно.

### Ватикан
- Лето — на площади Святого Петра по указанию Папы Сикста V  воздвигнут Ватиканский обелиск, первый из обелисков в Новое время.

## Русское государство
Царствование: 1584—1598 — Фёдор Иванович
- 28 декабря 1585 (7 января 1586) — делегации Швеции и Русского государства подписывают второе Плюсское перемирие (первое в 1583 году) сроком на 4 года на старых условиях (кто чем владеет на момент подписания)[14]. 
  - 6 (16) января — вступило в силу второе Плюсское перемирие[14].
  - 20 (30) июля — дата следующих переговоров, но они не состоялось[14].
- Май — возвышение Бориса Годунова, привели к волнениям в Москве, спровоцированными противниками Годунова (главным образом представителями титулованной знати) при активной поддержке митрополита Дионисия и других церковных иерархов. Участники волнения требовали развода царя с "неплодной" Ириной Фёдоровной, однако взаимная привязанность супругов привела к провалу этих выступлений. Ряд представителей горожан были казнены, другие подверглись опале (1586-1588)[15].
  - Лето — митрополит Дионисий, Шуйский Иван Петрович с братьями и другие вельможи советуют царю развестись с Ириной Годуновой из-за её бесплодия. В некоторых придворных кругах рассматривался вопрос о второй женитьбе царя на Ирине, старшей дочери Ивана Фёдоровича Мстиславского. Советы не находят у царя никакого сочувствия. Борис Годунов жёстко расправляется со своими политическими противниками[16].
  - Василий IV Шуйский после подачи коллективной челобитной царю с предложением развода, выслан в Галич, где был заточён в тюрьму, но затем прощён и возвращён в Москву[17].
  - Конец года — сведён с кафедры митрополит Дионисий, а Шуйские и их союзники по ложному доносу обвинены в измене. И.П. Шуйский сослан на Белоозеро и там задушен[16].
  - Борис Годунов, узнав о замысле на свою жизнь и участие в нём первейшего боярина Мстиславского Ивана Фёдоровича, устроил пострижение старца[18].
- Одоевский Михаил Никитич за участие в отражении прорыва крымских татар через переправы р. Ока награждён "золотым"[19].
- 9 октября — Фёдор Иванович получает послание от кахетинского царя Александра II с просьбой о принятии Грузии "под покров царствия ти и под вашу царскую руку" (русское посольство послано в 1587 году)[16].
- Конец 1586 — начало 1587 — Симеон Бекбулатович попал в опалу, был лишён титула "великого тверского князя" и значительной части своих земельных владений (вероятно по делу развода царя и его женитьбе на родной сестре жены А.И. Мстиславской)[20].
- Не позднее 1586—1591 — Бельский Богдан Яковлевич попадает в опалу, часть его владений было конфисковано[21].
- Английская королева Елизавета I Тюдор в письме извещает царицу Ирину Фёдоровну об отправке в Русское государство доктора Р. Якоби[15].
- Образование Львовского братства при православной церкви.
- Пожалованы боярством: Троекуров Фёдор Михайлович (ум. 1597), Глинский Иван Михайлович[22], Шуйский Дмитрий Иванович[23], Романов Фёдор Никитич (будущий патриарх Филарет)[24].
- На службу Государю выехали родоначальники дворянских родов: Шишкины (см. также 1371 год), Вакар и Мацкевичи[25].
- Местничество: 
  - Колычев Иван Фёдорович Крюк и Бахтеяров-Ростовский Владимир Иванович[26].
  - Одоевский Михаил Никитич и Буйносов-Ростовский Пётр Иванович (второй раз в 1589 году)[19].

- Анна Алексеевна Колтовская, четвёртая жена Ивана Грозного (с 1572 года), пожалована царём землями в Белозерском уезде( см. 1598, 1604, 1612, 1614)[18].

### Города и поселения
- Русским мастером А. Чоховым отлита Царь-пушка.
- Основание города Воронежа (по другим данным — 1585 год[27]]).
- По царскому указу построена крепость Ливны (поселение сосуществовало, по-видимому, в XII-XIII веках)[28].
- При впадении в Волгу, князем Засекиным Григорием Осиповичем Зубок и стрелецкими головами Ельчаниновым Ф. Е. и Стрешневым Иваном Филипповичем, для наблюдения за передвижениями ногайцев и охраны Волжского водного пути основан г. Самара[29][30].
- 29 июля (8 августа) — по царскому указу воеводами Сукиным Василием Борисовичем и Мясным Иваном Никитичем, на месте ордынского города (по некоторым данным, город сожжён во время похода Т. Ермака), заложен острог Тюмень (сов. Тюмень). Первый русский город в Сибири (см. 1375 и 1406 года)[31][32].
- По наиболее обоснованной версии, как русская крепость, Уфа возведена в этом году под руководством Нагого Михаила Александровича (существует гипотеза об основании Уфы в 1547 году)[33].
- Реконструировалась город-крепость Торопец[34].
- Впервые в писцовой книге упоминается погост Усть-Сысольск (сов. Сыктывкар) Яренского уезда[35].
- 1582—1589 — строительство каменного Астраханского кремля (см. 1558 год)[36].

### Акты и грамоты
- Боярский приговор по поводу выписки приговоров с 1573 по 1581 года о расположении голов и станиц в поле, о новом расположении голов и станиц с последующем приложением росписи ливенских и воронежских сторожей 1587 года[37].

### Руководители приказов
| Года      | Приказ            | Ф,И,О главы                 | Примечания |
| --------- | ----------------- | --------------------------- | ---------- |
| 1577-1594 | Разрядный приказ  | Щелкалов Василий Яковлевич  |            |
| 1570-1594 | Посольский приказ | Щелкалов Андрей Яковлевич   |            |
| 1570-1588 | Казанского дворца | Щелкалов Андрей Яковлевич   |            |
| 1584-1597 | Большого дворца   | Годунов Григорий Васильевич | Боярин     |
| 1586-1593 | Стрелецкий приказ | Годунов Иван Васильевич     | Боярин     |

## Начало правления
См. также: Список глав государств в 1586 году
- 1586—1598 — хан казахов Тевеккель.
- 1586—1592 — герцог Пармы Алессандро Фарнезе.
- 1586—1588 — Аския Сонгаи Мухаммед III Бана.

## Наука и искусство
- В Ирландии картофель стали выращивать, как полезное растение.
- Галилео Галилей сконструировал гидростатические весы для определения удельного веса твёрдых тел.

## Родились

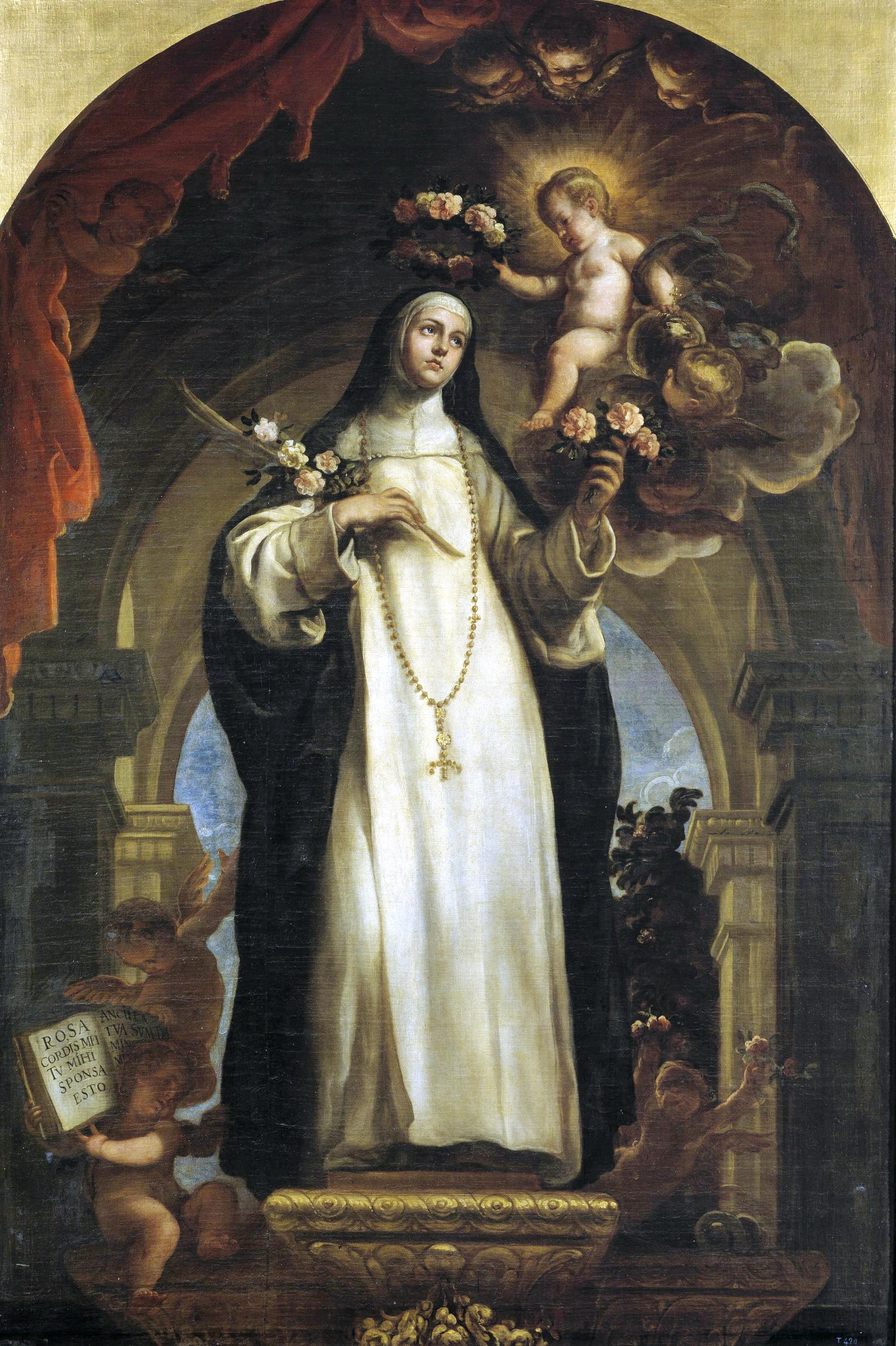
Изображение католической святой Розы Лимской

См. также: Категория:Родившиеся в 1586 году
- 24 февраля — Матей Фабер, религиозный писатель, иезуит, католический священник (ум. 1653).
- 8 (18) ноября — Скопин-Шуйский, Михаил Васильевич русский государственный и военный деятель Смутного времени[41].
- Антуан Боэссе — французский композитор, музыкальный суперинтендант королевского двора (ум. 1643).
- Андреэ, Иоганн Валентин — немецкий теолог, писатель, математик, алхимик; внук Якова Андреэ.
- Роза Лимская — первая католическая святая Латинской Америки, доминиканская терциарка, покровительница Перу и всей Южной Америки.
- Фокс, Люк — английский мореплаватель, исследовавший Северо-Западный проход вдоль северного берега Северной Америки.
- Форд, Джон — английский драматург и поэт.
- Шайн, Иоганн Герман — немецкий композитор. С 1599 года певчий придворной капеллы в Дрездене; с 1615 года — придворный капельмейстер в Веймаре; с 1616 года кантор лейпцигской школы Святого Фомы и её хора.

## Скончались

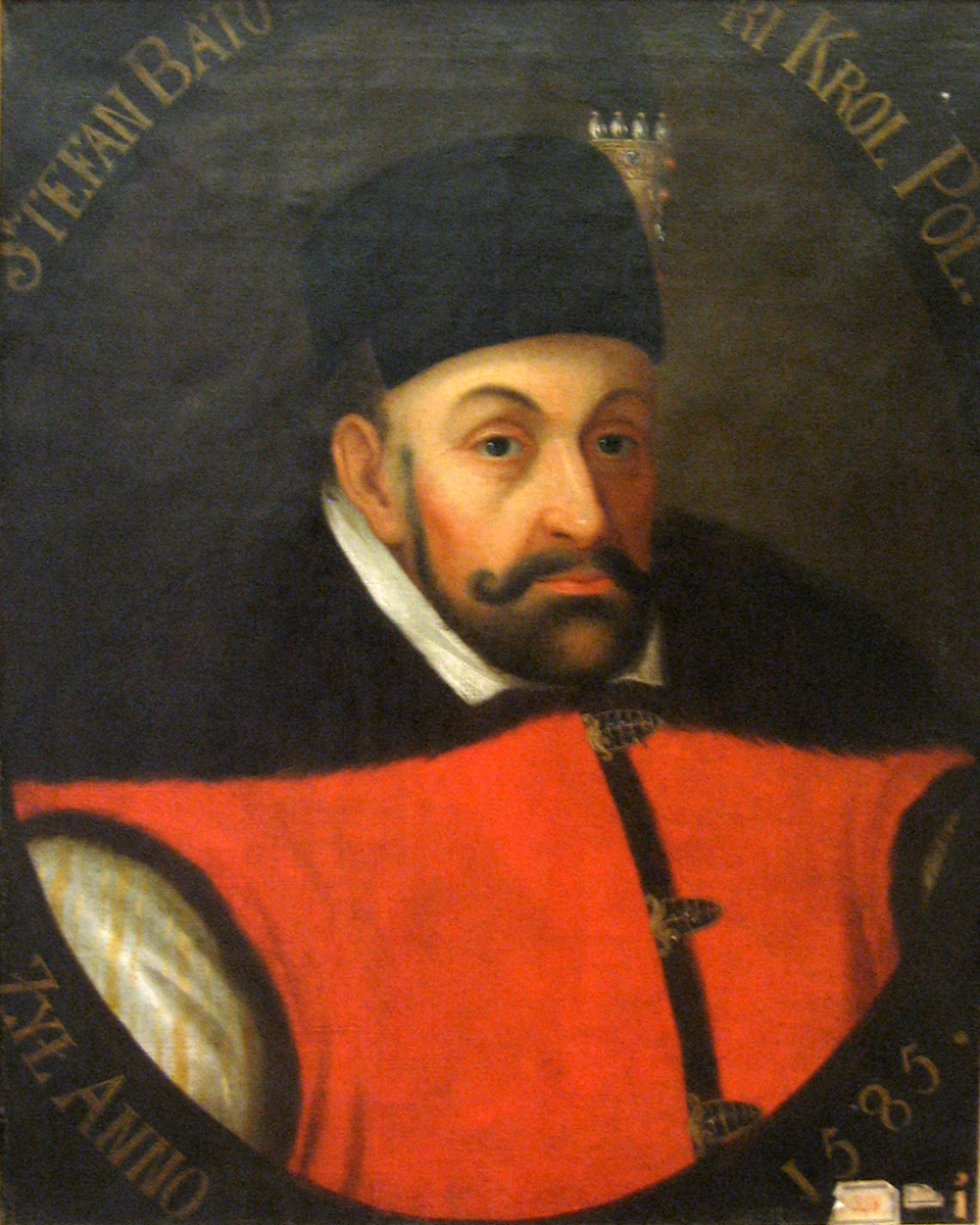
Изображение польского короля Стефана Батория

См. также: Категория:Умершие в 1586 году
- 12 декабря — Стефан Баторий, князь Трансильвании (1571—1576), король Польши (1576—1586)[42].
- 23 апреля (3 мая) — Юрьев Никита Романович, русский государственный и военный деятель, боярин, родоначальник Романовых, отец патриарха Филарета, брат царицы Анастасии Романовны Захарьиной-Юрьевой, дед русского царя Михаила Фёдоровича[43].
- Август — курфюрст Саксонии, сын герцога Генриха Благочестивого от его брака с Катариной Мекленбургской.
- Адольф Гольштейн-Готторпский — первый герцог Гольштейн-Готторпский, основатель Гольштейн-Готторпской линии Ольденбургской династии.
- Бирбал — великий визирь при дворе могольского императора Акбара.
- Гранвела, Антуан Перрено де — первый министр и ближайший советник испанского короля Филиппа II.
- Елизавета Датская — принцесса из династии Ольденбургов, в первом браке супруга Магнуса III Мекленбург-Шверинского, во втором — Ульриха III Мекленбург-Гюстровского.
- Кранах, Лукас Младший — немецкий живописец, сын Лукаса Кранаха Старшего.
- Маргарита Пармская — герцогиня Пармская и штатгальтер Испанских Нидерландов с 1559 по 1567 год, внебрачная дочь Карла V.
- Моралес, Луис де — испанский художник, один из ярчайших представителей испанского маньеризма, старший современник Эль Греко.
- Педро де Кампанья — фламандский художник периода Ренессанса.
- Сидни, Филип — английский поэт и общественный деятель елизаветинской эпохи.
- Трубар, Примож — словенский первопечатник и реформатор.
- Фарнезе, Оттавио — герцог Пармы и Пьяченцы с 1551 года из рода Фарнезе, второй герцог ди Кастро.
- Хемниц, Мартин — выдающийся лютеранский богослов, автор Формулы Согласия.